# Ligera
Il termine ligéra (anche leggera o lingera) indica una forma di microcriminalità presente nella città di Milano fino alla prima metà del XX secolo.

## Storia
Si trattava di una forma di microcriminalità composta da borseggiatori, rapinatori, protettori, truffatori, strozzini, contrabbandieri, ricettatori e allibratori. Alcuni giovani membri della ligera divennero in seguito banditi celebri anche a livello internazionale: Francis Turatello, Renato Vallanzasca, Luciano Lutring, Ugo Ciappina, Luciano De Maria, Arnaldo Gesmundo, Enrico Cesaroni, Bruno Brancher, Carlo Bollina detto il Paesanino, Luigi Rossetti detto Gino lo zoppo, Sandro Bezzi e il boss dell'Isola Garibaldi Ezio Barbieri.
La ligera è citata in varie canzoni popolari milanesi, da Porta Romana bella (XIX secolo) a Ma mi... (1959).
Alcuni appartenenti erano detti anche "locch", dallo spagnolo "loco", ossia "pazzo", in dialetto milanese inteso come "teppista", versione meneghina del guappo napoletano.
Lo scrittore milanese Cletto Arrighi, famoso per aver redatto il vocabolario milanese/italiano per la casa editrice Hoepli, dedicò alcune sue pagine alla figura del "locch" nel romanzo sociale La canaglia felice (1885) e nell'opera collettiva Il ventre di Milano. Fisiologia della capitale morale (1888).
Lo scrittore comasco ma milanese di adozione Paolo Valera dedicò tutto il proprio talento alla descrizione della vita dei bassifondi milanesi e, di conseguenza, della "ligera"; un'opera fra tutte fu Gli scamiciati.
Danilo Montaldi, nella sua Autobiografie della leggera, considerando il fenomeno nella città di Cremona, identifica sostanzialmente la leggera con il proletariato agricolo che, nel processo di inurbamento, rimane emarginato.
Il mondo popolare non formula naturalmente una definizione così precisa ma modifica invece il valore del termine a seconda dell'area in cui esso viene usato.
Nei grandi agglomerati urbani, la "ligera" significa, in senso lato, "malavita"; applicato a persona singola significa “piccolo malvivente abituale”: sono "ligera" il ladro d'appartamento, il giocoliere delle tre tavolette, il borsaiolo, il pataccaro. Nelle campagne, in genere, "lingera" o "lingia" indica "gente che non ha voglia di lavorare", o almeno non ne ha voglia continuativamente: sbandati, irregolari. Nei testi dei fogli volanti dei cantastorie, "leggera" va intesa come connotazione di carattere letterario, che rimanda a modelli picareschi: miserabili ridotti a una fame iperbolica, quintessenza di pitocchi che vivono d'accattonaggio e di espedienti.
In alcuni vecchi canti, di origine sicuramente urbana, "ligera" sembra poi essere semplicemente sinonimo di "operaio", come in un ben noto testo milanese che, tradotto in italiano, dice: «E con la cicca in bocca / e la forma di pan miglio / la povera ligera / va a portare i mattoni / e con tutti i tram che ci sono / la povera ligera viaggia sempre a piedi»" Un'altra caratteristica costante della "ligera" è, proverbialmente, quella di spostarsi sempre a piedi.
Che in alcuni testi "ligera" sia sinonimo di "operaio", o di "bracciante salariato", getta luce su un fatto, molto significativo: cioè che i minatori connotano normalmente anch'essi “lingera” con significati negativi («Le lingere sono quelli che, pur di lavorare di meno, fanno magari i lavori più pericolosi [...] poi intascano la paga e magari spendono tutto in ciucca e donne [...] tornano a lavorare proprio quando non ne hanno più, e la storia ricomincia da capo»), mentre tale connotazione viene completamente a mancare nei loro canti.
Al contrario, nei canti questo termine viene sempre ad evidenziare un orgoglio di mestiere, di sfida, di protesta. Secondo Luigi Balocchi, i componenti delle bande agivano non armati, ossia "leggeri"..
Secondo Carlo Parpanesi, la parola leggera deriva dal fatto che gli orfani, miserabili e vagabondi indossavano indumenti leggeri, inadatti al clima rigido di Milano, e apparivano, pertanto, "leggeri". Si tratta di una notevole e mai ristampata opera autobiografica che ripercorre la vita dell'autore dalla nascita nel 1897 fino al 1947 circa. L'autore, rimasto orfano molto presto, costretto ai lavori più umili sin dalla più tenera infanzia, descrisse la Milano dei bassifondi con crudo realismo di stampo dickensiano. Parpanesi raccolse il testimone di Paolo Valera, anch'esso grande esploratore dei bassifondi milanesi fra tardo Ottocento e inizi del Novecento, la cui opera più famosa, Gli scamiciati, ispirò anche celebri canzoni milanesi, scritte o interpretate da famosi artisti come Gianni Magni, Walter Valdi, Enzo Jannacci, Ornella Vanoni, Giorgio Strehler, Giorgio Gaber, Nanni Svampa ed anche da interpreti meno famosi, ma altrettanto incisivi e caratteristici, come Giancarlo Peroncini detto "il Pelè", Luciano Sada detto "il Pinza", Luciano Beretta, Mimmo Dimiccoli, Armando Brocchieri, Nino Rossi, Alberto Quacci e Teresio Pochini, noto come Renzo dei Navilii.
Queste canzoni seguivano la tradizione solo orale di composizioni d'occasione, improvvisate per celebrare la gesta dei "Ligera" che frequentavano le osterie e i "trani", secondo la testimonianza orale di Arnaldo Gesmundo, che ricorda di averle sentite in detti luoghi, nella zona di Via Padova negli anni trenta e quaranta del secolo XX.
Fra gli scrittori vanno ricordati i milanesi Giovanni Testori e Umberto Simonetta, autori di culto abili nel descrivere le fasi di cambiamento sociale di Milano negli anni del boom, anni che videro la lenta e progressiva estinzione della ligera.
A rendere palese il rinnovato interesse per la vecchia mala milanese, una enoteca di via Padova è stata chiamata proprio Ligera, mentre Ligëra '73 è il nome di una rock band milanese, nata dalle ceneri di alcuni gruppi street punk e rock 'n' roll locali.

## Etimologia
Circa l'origine della parola esistono diverse teorie. Se l'accostamento che appare a prima vista è con l'aggettivo italiano leggero/-a (con allusione alla poca "gravità" dei reati), secondo Sanga è probabile che invece il termine, di origine gergale, vada in realtà accostato ad espressioni come essere della legge, "appartenere al mondo dei marginali", e provenga quindi da legge, con un suffisso -era, anch'esso tipico del gergo: si veda ad esempio altrera= "altro", gagia > gagera = "amante", ecc.
Un accostamento ipotizzabile, degno di nota secondo alcuni ricercatori contemporanei dell'area toscana, va ai lavoratori stagionali (minatori, braccianti, migranti) di fine Ottocento - inizi del Novecento, che viaggiavano con bagaglio "leggero" per impegnarsi in quel "lavoro occasionale”, percepito come sfruttamento. Negli spostamenti in treno intonavano canti inneggianti alla scarsa voglia di "lavorare da sfruttati" per ciascun giorno della settimana (canti di tradizione orale sulla “settimana della leggera, o lingera” e sul “trenino della leggera”), formando una categoria sociale caratterizzata dal precariato e dal bassissimo reddito.
Il poeta meneghino Delio Tessa dava al termine "lingera" il significato di "teppaglia": «Passen tramm ch'hin negher/ gent sora gent [...] lingera [...]/ tosann e banch de fera!» In linea con quest'interpretazione, Nuto Revelli definisce “lingere” i delinquenti e sbandati che, spacciandosi per partigiani, depredavano contadini e rapivano e derubavano soldati di qualsiasi parte, tedeschi e non.
Imprescindibile anche l'indagine etimologica contenuta nel saggio di Bruno Pianta, La lingera di galleria. “Lingera”, “Ligera” o in alcuni testi scritti, con discutibile forma italianizzata, “leggera”, è un termine assai diffuso nel mondo popolare dell'Italia settentrionale, per indicare determinate categorie di persone, ed ha sempre connotazioni negative.
Non esiste un'etimologia sicura: tra le più improbabili, diffuse anche a livello popolare, ricordiamo quelle che la vogliono derivata dall'aggettivo “leggero”, inteso come:
1. persona “leggera”, incostante, senza stabilità psichica e sociale;
2. “alleggeritore” di portafogli ossia tagliaborse, borsaiolo;
3. senza soldi, “leggero” di tasca (etimo raccolto nell'alessandrino da Franco Castelli; in quest'area il termine sembra aver acquisito, al volgere del secolo, una connotazione precisamente politica: i socialisti e i partiti della sinistra erano detti della lingera e venivano contrapposti ai partiti conservatori della pesanta.

In questo caso l'uso dei due termini in senso di antitesi sociale sembrerebbe avvalorare la tesi di una derivazione etimologica dall'aggettivo; in realtà è probabile che l'antitesi verbale sia stata costruita a posteriori sulla ormai avvenuta identificazione fra “lingera” e l'aggettivo leggero);
1. minatore esperto, abile nell'uso della mazza “leggera” prima dell'avvento della perforazione a motore (etimo raccolto da Glauco Sanga a Premana).

Un'altra ipotesi di etimo, suggerita da un antiquario piemontese, è da lingher, gergo di malavita torinese che significa “pugnale”: per indicare “gente di coltello”.
Segnalo anche l'affascinante, quanto cronologicamente impossibile, etimo indicato da un tassista milanese, che dava per certa la derivazione da Dillinger, il gangster statunitense.
Interessante l'ipotesi di relazione col francese (e piemontese) lingerie (biancheria), nel senso di "persone provviste della sola camicia". Secondo lo studioso Niccolò Orsini De Marzo, il vocabolo potrebbe sì avere etimo francese, sia pur deformato come diversi vocaboli dialettali lombardi, ma originante piuttosto da lisière, che significa "margine" e, per trasposto, anche la gente che sta al margine, come i piccoli delinquenti.
Nel dialetto genovese della lingua ligure, ancora oggi il termine legéra indica una persona poco raccomandabile, dedita ad attività malavitose, così come nel dialetto piemontese viene usata la parola l'ingera per indicare un individuo che non ha voglia di lavorare e che vive di espedienti. 
Altri, ricordando anche i termini della lingua lombarda lisnù (Lombardia orientale), lisòn (Lombardia occidentale) e analoghi, propongono una relazione con il meridionale lazzarone - lizerone - lingerone. Peraltro, a parte il dubbio dei passaggi fonetici, il termine lazzarone ha attualmente un'ampia diffusione in lombardo, e non ha praticamente subìto trasformazioni (lasarùn e lasarù).
Chi sostiene questa relazione contesta, inoltre, l'etimo di lazzarone dal Lazzaro del Vangelo (etimo comunemente accettato), ipotizzando invece una parafonia da "lacero". In tal modo, i lazzaroni napoletani e la lingera settentrionale si identificherebbero con "gli straccioni".

## Film sulla ligera
- Malamilano, di Tonino Curagi, 1997.
- La guerra la vinci quando ti accontenti, di Sabrina Basilico, Luca Boriani, Luca Falorni, 2020.